# آرثر نايت
آرثر نايت (بالإنجليزية: Arthur Knight)‏ (7 سبتمبر 1887 في المملكة المتحدة - 10 مارس 1956 بميلانو في إيطاليا) هو لاعب كريكت ولاعب كرة قدم بريطاني (وحمل سابقاً جنسية المملكة المتحدة لبريطانيا العظمى وأيرلندا) في مركز الظهير، شارك في الألعاب الأولمبية الصيفية 1920 والألعاب الأولمبية الصيفية 1912. وشارك مع منتخب إنجلترا لكرة القدم ومنتخب المملكة المتحدة الوطني لكرة القدم. أما مع النوادي، فقد لعب مع نادي بورتسموث وكورنثيان كاشولز ونادي مقاطعة هامبشاير للكريكت ‏.

## وصلات خارجية
- آرثر نايت على موقع إي آس بي آن كريك إنفو (الإنجليزية)
- آرثر نايت على موقع قاعدة بيانات كرة القدم.إي يو (الإنجليزية)
- آرثر نايت على موقع ناشيونال فوتبول تيمز (الإنجليزية)
- آرثر نايت على موقع أوليمبيديا (الإنجليزية)
- آرثر نايت على موقع اللجنة الأولمبية البريطانية (الإنجليزية)